# 道の駅草津
道の駅草津（みちのえき くさつ）は、滋賀県草津市下物町（おろしもちょう）にある滋賀県道559号近江八幡大津線の道の駅である。愛称はグリーンプラザからすま。

## 概要
2002年（平成14年）7月20日、草津市立の農産物直売所「グリーンプラザからすま」として開業。同年、道の駅として登録。翌年の2003年（平成15年）4月4日に「道の駅草津」として供用を開始した。
来場者数は2006年度（平成18年度）の約33万人をピークに減少傾向が続いている。また、駐車場が慢性的に混雑していること、施設が老朽化していることなどから、草津市は周辺施設との一体化を含めたリノベーションを計画している。

## 施設
- 駐車場
  - 普通車：48台[5]
  - 大型車：6台[5]
  - 身障者用：2台[5]
- トイレ
  - 男性：大・小10
  - 女性：9
  - 身障者用：2
- Vege Cafe（レストラン、9:00 - 16:00・食事のみ11:00 - 14:30）[5]
- Vege Shop（農産物直売所、9:00 - 18:00・7月および8月は9:00 - 19:00）[5]
- ふれあい広場[6]

### 管理団体
- 運営者：農業生産法人 有限会社からすま農産[6]

## 休館日
- 毎週月曜日（祝日の場合は翌日、7月・8月は営業）[5][6]
- 年末年始（12月31日 - 1月2日）[5][6]

## アクセス
- 滋賀県道559号近江八幡大津線[6] - 登録路線
- 西日本旅客鉄道（JR西日本）草津駅より近江鉄道バス「烏丸半島」行きで「グリーンプラザからすま」バス停下車[7]。

## 周辺
- 琵琶湖
- 烏丸半島
  - 滋賀県立琵琶湖博物館[6]
  - 草津市立水生植物公園みずの森[6]